# Таловська сільська рада (Зміїногорський район)
Та́ловська сільська рада (рос. Таловский сельский совет) — сільське поселення у складі Зміїногорського району Алтайського краю Росії.
Адміністративний центр та єдиний населений пункт — село Таловка.

## Населення
Населення — 757 осіб (2019; 908 в 2010, 1209 у 2002).